# Austrachelas pondoensis
Espèce
Austrachelas pondoensis est une espèce d'araignées aranéomorphes de la famille des Gallieniellidae.

## Distribution
Cette espèce est endémique du Cap-Oriental en Afrique du Sud,. Elle se rencontre vers Lusikisiki.

## Description
Le mâle mesure 10,32 mm et les femelles de 11,80 à 15,30 mm.

## Étymologie
Son nom d'espèce, composé de pondo et du suffixe latin -ensis, « qui vit dans, qui habite », lui a été donné en référence au lieu de sa découverte, le Pondoland.

## Publication originale
- Haddad, Lyle, Bosselaers & Ramirez, 2009 : A revision of the endemic South African spider genus Austrachelas, with its transfer to the Gallieniellidae (Arachnida: Araneae). Zootaxa, no 2296, p. 1-38.